# Nenad Vučinić
Nenad Vučinić (en serbe : Ненад Вучинић), né le 7 avril 1965 à Belgrade, en République socialiste de Serbie, est un joueur et entraîneur serbe naturalisé néo-zélandais de basket-ball. Il évolue au poste d'arrière.